# Сарафановское сельское поселение
Сарафа́новское се́льское поселе́ние — муниципальное образование в Чебаркульском районе Челябинской области Российской Федерации. В рамках административно-территориального устройства муниципальное образование  соответствует административно-территориальной единице Сарафановский сельсовет.
Административный центр — деревня Сарафаново.

## История
Статус и границы сельского поселения установлены Законом Челябинской области от 16 ноября 2004 года № 311-ЗО «О статусе и границах Чебаркульского муниципального района и сельских поселений в его составе»

## Население
| 2002  | 2010  | 2011  | 2012  | 2013  | 2014  | 2015  |
| ----- | ----- | ----- | ----- | ----- | ----- | ----- |
| 2000  | ↗2203 | →2203 | ↗2257 | ↗2295 | ↘2238 | ↗2292 |
| 2016  | 2017  | 2018  | 2019  | 2020  | 2021  |       |
| ↗2294 | ↗2351 | ↗2367 | ↗2405 | ↗2432 | ↗2562 |       |

## Состав сельского поселения
| № | Населённый пункт | Тип населённого пункта          | Население |
| - | ---------------- | ------------------------------- | --------- |
| 1 | Боровое          | деревня                         | ↗747      |
| 2 | Десятилетие      | деревня                         | ↗321      |
| 3 | Пугачёвский      | посёлок                         | ↘43       |
| 4 | Сарафаново       | деревня, административный центр | ↗948      |
| 5 | Ступино          | деревня                         | ↘144      |